# Régine Chassagne
Régine Alexandra Chassagne (Montréal, 19 agosto 1976) è una musicista, polistrumentista e cantante canadese, membro del gruppo Arcade Fire.

## Biografia
Nata a Montréal (Quebec), ha origini haitiane.
Nel 2000 è tra i fondatori del gruppo Arcade Fire, di cui fa parte anche Win Butler, suo marito dal 2003. La coppia ha avuto un figlio nel 2013.